# Borek (Żmigród)
Borek (deutsch Heidchen) ist ein Dorf in der Gemeinde Żmigród im Powiat Trzebnicki der polnischen Woiwodschaft Niederschlesien und liegt etwa 5 Kilometer nördlich von der Stadt Żmigród (deutsch Trachenberg). Das Dorf hatte 209 Einwohner im Jahr 2011. Ab 1815 gehörte das Dorf zum Landkreis Militsch in der preußischen Provinz Schlesien, die zwischen 1871 und dem Ende des Zweiten Weltkriegs (1939–45) ein Teil des Deutschen Reichs bildete. Der Zeichner und Maler Amand Zausig (1804–1847) wurde in Heidchen geboren.